# DEATHROLL
Deathroll（デスロール）は、日本の福島県いわき市を拠点に活動するブラックメタル／ヘヴィメタルのソロ・プロジェクト。2012年にKAZUによって始動し、国内外での音源リリースやライブ活動を行っている。

## 概要
Deathrollは、KAZUによって2012年に立ち上げられたソロ・ブラックメタル・プロジェクトである。自主制作による音源リリースとライブ活動を続け、2014年にオムニバスCD『METAL JAPAN HEAVY CHAINS Vol.3』に参加。2015年には1stアルバム『破壊』をMETAL JAPAN RECORDSからリリースした。
その後、ブラジルのImperative Music、ドイツのSTF Records、イタリアのWormHoleDeathなど海外のレーベルやメディアとも連携し、複数のアルバムやコンピレーションに参加している。
2024年には『A Corrupted Angel』をSTF Recordsよりリリースし、同年12月にはドイツのメタル専門誌『Legacy Magazine』#154の付録CDに楽曲「Storm of Silence」が収録された。2025年にはデンマークのメタル誌『Metalized Magazine』#157にインタビューおよびレビューが掲載された。

## メンバー

### 現在のメンバー
- KAZU – ボーカル、ギター（2012年 - ）

### サポートメンバー
- IKUMI – ギター
- ONITAKE – ベース
- JOH - ベース
- TSUKAMOTO – ドラム
- MIZUTANI – キーボード

## ディスコグラフィー

### アルバム
- 2015年：破壊（METAL JAPAN RECORDS）
- 2019年：A Sick Life（STF Records）
- 2022年：Immorality（STF Records）
- 2023年：Japanese Extreme Metal Art（WormHoleDeath）
- 2024年：A Corrupted Angel（STF Records）

### シングル
- 2021年：Causing a Nightmare（STF Records）
- 2022年：Why is your name on the deathroll?（STF Records）
- 2025年：Storm of Silence（Legacy Magazineコンピレーション収録）
- 2025年：Dual Descent（STF Records）

## 活動歴
- 2014年：「METAL JAPAN HEAVY CHAINS Vol.3」参加
- 2015年：アルバム『破壊』リリース
- 2016年：ライブDVD『苦悩の落日』リリース、「Vol.4」参加
- 2018年：『IMPERATIVE MUSIC COMPILATION Vol.15』参加（ブラジル）
- 2019年：『A Sick Life』をSTF Recordsよりリリース
- 2020年：同作をTASKMAN e.a & musicを通じて日本国内流通
- 2022年：『Immorality』をSTF Recordsよりリリース
- 2023年：『Japanese Extreme Metal Art』をWormHoleDeathよりリリース
- 2024年：『A Corrupted Angel』リリース、『Legacy Magazine』#154付録CDに収録
- 2025年：『Metalized Magazine』#157にインタビューおよびレビュー掲載
- 2025年：東京吉祥寺にてワンマンライブを実施

## メディア掲載
- 『WeROCK』Vol.98（2023年12月） – KAZUインタビュー掲載
- 『WeROCK』Vol.99 特別付録CD（2024年2月）参加
- 『Legacy Magazine』#154（2024年12月） – 楽曲収録
- 『Metalized Magazine』#157（2025年4月） – インタビュー・レビュー掲載